# Bejova věž (Skopje)
Bejova věž, též označovaná jako Feudální věž (makedonsky Феудалната кула, případně Беговската кула), je obranná a obytná věž (tzv. kula) v centru města Skopje. 

## Historie
Věž vznikla na přelomu 17. a 18. století, kdy byla sídlem rodiny Kuleliler. V současné době je věž přístupná a nachází se v ní pamětní pokoj Matky Terezy, která se blízko věže narodila.

## Architektura
Věž je vysoká 14 metrů a má přízemí a tři patra. Má čtvercový půdorys 7,5 x 7,5 metru, stěny v přízemí jsou široké 1,45 metru. Věž je opatřena střílnami. Uvnitř se nachází krby a kamenná a dřevěná schodiště. Na vnější strana zdi se nachází dřevěný arkýř.